# Boyacámierpitta
De boyacámierpitta (Grallaria  alticola) is een zangvogel uit de familie Grallariidae (mierpitta's). De vogel werd in 1919 geldig als soort beschreven door de Amerikaanse vogelkundige Walter Edmond Clyde Todd. Dit taxon werd lang beschouwd als een ondersoort van de bergmierpitta (G. quitensis). Het is een endemische vogelsoort in Colombia. 

## Kenmerken
De vogel is 16 tot 17 cm lang en lijkt sterk op de bergmierpitta. Ook deze soort is egaal bruin gekleurd, van boven donkerbruin en van onder licht vlekkig, taankleurig.

## Verspreiding en leefgebied
De vogel komt voor in de Andes in een noord-zuidwest lopend strook in Oost-Colombia onder andere in het departement Boyacá in een zone tussen de 2200 en 4500 meter boven zeeniveau in vochtige gebieden met grasland, struikgewas en bos op de boomgrens (elfin forest). Het leefgebied ligt bij voorkeur in de buurt van meren en moerassen. De vogel waagt zich, zelfs overdag ook in open gebied.